# وزارت امور داخله (ژاپن)
وزارت امور داخله (به ژاپنی: 内務省, Naimu-shō) یک وزارتخانه در سطح  هیئت دولت بود که تحت قانون اساسی میجی تأسیس شد که از سال ۱۸۷۳ تا ۱۹۴۷ امور داخلی امپراتوری ژاپن را مدیریت می‌کرد.